# Aglaia parksii
Aglaia parksii là một loài thực vật]] thuộc họ Meliaceae. Loài này có ở Fiji, Papua New Guinea, và quần đảo Solomon.